# 亚刻奥特曼
《超人力霸王ARC》（日语：ウルトラマンアーク），是由圓谷製作所製作的特攝電視劇，2024年7月6日於東京電視台系列頻道每週六上午9:00 - 9:30（JST）播映，並於圓谷官方YouTube頻道於播映日上午8:28分率先播出。

## 概要
本作為令和時代《超人力霸王系列》第六部作品。也是自1966年《超異象之謎》播映以來，該系列的第30部作品，其中主監督則曾執導過多部新生代系列的辻本貴則擔任。系列構成則是由繼田淳擔當。
該系列於2023年12月13日首次由該公司註冊商標並註冊，第一波特報宣傳影片於2024年4月5日全面發布，圓谷製作表示，本次系列的主題圍繞著「想像」，旨在啟發孩子們「想像的力量」，並成為通往光明、充滿希望的未來的橋樑。除了在日本本地播出外，圓谷還宣布該劇將在其他國家的本地頻道播出，並透過其官方YouTube頻道、網路串流媒體平台「TSUBURAYA IMAGINATION」以及北美地區的串流媒體平台「ULTRAMAN CONNECTION」，在日本和亞洲進行線上串流媒體播放。其周邊商品亦與同年上映的動畫電影《ULTRAMAN：崛起》於2024年7月發售。

### 選角
在角色選拔方面，戶塚有輝被選定飾演本作的主角飛世優馬。其他主要演員，由金田昇、水谷果穗飾演「SKIP」的旗下成員石堂修、夏目凛，西興一朗飾演該組織的所長伴博志。廣瀨裕也以配音形式出演機器人YouPi。萩原聖人擔任超人力霸王雅克的聲優，亦飾演優馬的父親。

## 故事大綱
星元市市內的獅子尾山上，矗立著一個散發著異彩的巨大物體。這個被命名為「摩諾之角」的東西，實際上是16年前的事件時所刺入的「怪獸之角」。
從世界各地同時出現怪獸的「K-DAY」事件以來，怪獸災害已經成為日常，而在日本，地球防衛隊經常通過武力對付怪獸，而怪獸防災科學調查所「SKIP（Scientific Kaiju Investigation and Prevention center）」，則是通過科學調查和疏散引導等措施，致力於防止怪獸災害的發生和擴大。SKIP現在仍在調查「摩諾之角」，也就在「K-DAY」事件中出現的宇宙怪獸·莫諾格羅斯的角。
當年，7歲的飛世優馬在獅子尾山與父母露營時遭遇了莫諾格羅斯的襲擊，奇跡般地毫髮無傷倖存，這促使他走上了怪獸生物學研究的道路。痛苦的過去，但並未失去夢想力的成長中的優馬被選為新進調查員，被分配到星元市分所。然而就在這時，星元市發生了一場大規模的怪獸災害。當他看到面前的人們處於絕境時，心中湧出了一股「我要保護他們！」的強烈想法。就在這一刻，幼年時見過的光之使者「路迪翁」在悠馬的腦海中出現。
當神秘的光出現在手中並包裹著優馬的身體時，釋放出的想像力將光和人聯繫在一起，使其成為保護未來的光之巨人「超人力霸王ARC」。

## 本作登場的超人力霸王

### 超人力霸王ARC
本作中登場的超人力霸王戰士，為飛世優馬解放自身的想像力與來自遙遠的光之使者「路堤昂」合而為一所誕生出的光之巨人。其必殺技為雙手向右朝下畫出半圓發出的十字光線「弧光終結昇華（アークファイナライズ，Arc Final Rise）」。
在劇場版最後將分開的地面還原時更使用了畫出整個圓形的「弧光終結昇華（アークファイナライズ，Arc Final Rise）」版本。
- 身高：48公尺
- 體重：32,000噸

他的外表與優馬小時候所繪製的「最強的英雄」非常相似。

### 設計
超人力霸王ARC由後藤正行設計，該角色的造型以銀色、紅色和黑色為主色調。考慮到與「布雷薩」現代化風格的對比，本次設計則力求回歸到更加簡約、類似於昭和系列的風格。辻本向後藤提出應以類似初代超人力霸王或超人力霸王傑克的形象為基礎。形象設計傾向於初代超人力霸王C型風格，但面具設計則以超人七號系的臉為基礎，並結合了宇宙頭鏢（Eye Slugger）的元素，成為最終面具的方向。面具的特色在於部分以空洞設計，尤其是在冠羽和頭部之間。
在企劃初期階段，提出了「彩虹」和「簡潔」這兩個關鍵詞。後藤當時的想法是創造一個披著彩虹的英雄形象。因此，整體設計以銀色為主，只在一些地方加上幾種點綴的顏色。雖然彩虹的元素最後沒有保留下來，但從這個概念衍生出了「光之弧」的形象。面具額頭兩側有條縫隙，眉間有個藍色菱形點綴。考慮初始設計概念為彩虹，希望部分面具能發光，特別是發出彩虹色的光，這也是發光部分的由來。
眼睛下方有一條較粗的黑線，原本是為了減少光線反射的刺眼問題。最初為了不顯眼，進行了毫米級的調整，但辻本認為這樣也不錯，這條黑線成了雅克的一個特色。

#### 型態變化
透過更換ARC方塊，超人力霸王ARC可以裝備四個鎧甲，不過具有一項使用條件，就是當彩色計時器因能源消耗而呈現紅色閃爍時，才可以使用。
設計方面，考慮到在前作《布雷薩》中，總導演田口清隆想要增加新怪獸的數量，所以選擇了不改變類型，在本作中作為如何引入新怪獸的妥協，則採用替換裝甲的形式。裝甲並不是從一開始就具有單獨的手臂和腿部部件的東西，而是某種可以分離、變形並附著在身體上的大型部件。
烈日裝甲
原文：/ Solis Armor
紅色火焰般的盔甲，其外觀與優馬童年時期所描繪的「太陽之力」的畫作十分相似，透過「ARC昇華器」將釋放「太陽裝甲方塊」的力量之後即可身穿上這套盔甲。當胸部的「Solis Core」閃耀時，這套盔甲就能發揮遠超於平常的攻擊和防禦力，是一款擅長近身戰鬥的力量型裝甲。透過「ARC昇華器」可釋放力量，也能夠啟動超能力技能。
- 身高：48公尺
- 體重：36,000噸
- 初次登場話數：第4話

皓月裝甲
原文：/ Luna Armor
青色月光的盔甲，其外觀與優馬童年時期所描繪的「月之力」的畫作十分相似，透過「ARC昇華器」將釋放「月亮裝甲方塊」的力量之後即可身穿上這套盔甲。在左手上裝備了一個名為「Luna Sorcerer」的圓形武器，可以像飛盤一樣投擲遠距離攻擊。同樣可以透過「ARC昇華器」釋放力量，並啟動超能力技能。
- 身高：48公尺
- 體重：33,000噸
- 初次登場話數：第7話

土星裝甲
原文：/ Satur Armor
舞台劇限定型態，金黃如土星的盔甲，與優馬小時候想像，卻忘記畫下來的「土星之力」十分相似，透過「ARC昇華器」將釋放「土星裝甲方塊」的力量之後即可身穿上這套盔甲，是一款擅長冰凍敵人的裝甲。
在超人新世代之星III第5話內有展示招式及出場畫面。
銀河裝甲
原文：/ Galaxy Armor
雅克吸收了「奧尼基斯」的爆炸能量，並在發揮想像力的過程中所誕的最強型態盔甲，該盔甲形狀如銀河天體。除了胸部、肩膀和手臂外，雙腿上也附有鎧甲。透過「ARC昇華器」釋放「銀河裝甲方塊」的力量後即可身穿上這套超能力盔甲。該裝甲可以與周圍環境分離，並在空中旋轉懸浮，使用四個圍繞在周圍的雅克翎羽進行攻防。此外，還可以透過時空門——雅克翎羽圓環進行空間轉移。
於劇場版與邪惡怪獸 雷布迪歐斯戰鬥其間,雅古被攻擊致該裝甲分散並還原方塊,其後被基爾雅古裝着。
- 身高：48公尺
- 體重：34,000噸
- 初次登場話數：第15話

烈日皓月王者裝甲
原文：/SoliLuna King Armor
玩具限定型態，是將烈日裝甲與皓月裝甲融合後的型態。

### 變身器
- ARC昇華器[12]

原文：/ Arc Ariser
雅克的變身道具。它的外觀類似於雅克的色彩計時器，當優馬將ARC方塊裝填進去時，該道具將像魔術方塊一樣旋轉，釋放出神秘的光芒，然後變身成雅克。與雅克一樣，這與幼年時期優馬所描繪的「變身道具」相似。此變身道具除優馬使用外，露迪昂本體亦會使用作轉換魔術方塊。

### 武器·道具
銀河方塊刃
銀河裝甲可以使用的武器，由雅克翎羽集結而成，可以鑲入ARC方塊增加攻擊力量。
弧眼劍
原文： / Arc Eye Sword
這是一把由「超人力霸王ARC」擁有的劍型武器，與雅克眼睛相同輪廓的武器。當將手掌放在臉前時，它會與雅古的雙眼和額上的「Arc Stone」閃爍的彩虹光芒重疊，並伴隨著虹色的光芒出現，可以用來斬擊敵人。除了出色的斬擊，像虹光一樣閃亮的刃還可以施展電光石火般的一閃「Arc Sword Finish」之外，將蘊含著想像力量的「ARC魔方」置入劍上和輝石形狀相當的菱形凹槽後，就可以釋放出多種超能力技，例如將ARC和劍的輪廓重疊發射的光線技「Arc Sword Beam」。
- ARC方塊[12]

 / ARC Cube
一個六面體的道具，內藏著光之使者「路堤昂」的力量。當優馬將其嵌入ARC昇華器時，就會與「路堤昂」融為一體。並得以透過該道具施展各種類型的力量。
| 編號 | 魔方名稱               | 魔方顏色 | 相關簡介                    | 初次登場話數 | 備註                                                                                           |
| ---- | ---------------------- | -------- | --------------------------- | ------------ | ---------------------------------------------------------------------------------------------- |
| 01   | 超人力霸王ARC          | 青       | 內存光之使者路堤昂的力量    | 第1話        | 優馬透過想像及與光之使者路堤昂的對話誕生                                                       |
| 02   | 超人力霸王ARC 太陽之鎧 | 紅       | 內存太陽之鎧裝甲的力量      | 第3話        | 優馬透過想像小時候畫的太陽之鎧裝甲畫像及與光之使者路堤昂的提醒誕生。                           |
| 03   | 超人力霸王ARC 月之鎧   | 青       | 內存月之鎧裝甲的力量        | 第7話        | 優馬透過想像小時候畫的月之鎧裝甲畫像誕生。                                                     |
| 04   | 超人力霸王ARC 銀河裝甲 | 紫       | 內存銀河裝甲的力量          | 第15話       | 透過優馬的提醒，雅克吸收了「奧尼基斯」的爆炸能量，並在發揮想像力的過程中所誕生的最強型態盔甲。 |
|      | 布莱泽奥特曼           | 蓝       | 內存布莱泽奥特曼的力量      | 第19話       | 在另一次元與布雷薩合作期間，布莱泽透過掌心複製自身招式於雅克接收而形成的方塊。                 |
| 01   | 黑闇戰士 基爾雅古      | 暗紅     | 內存黑闇戰士 基爾雅古的力量 | 劇場版       | 被霧吸入了的石堂柊,其後雷柏星人將優馬的ARC昇華器奪取並嵌入基爾雅古的方塊強行令其變身而成。     |

### 其他登場的超人戰士/黑暗超人
超人力霸王布雷薩 
原文： / 
第19話登場，在另一個次元維度活躍的超人力霸王戰士。
在第18話的結尾，當雅克將冥府闇將軍獸赫納拉克推入次元裂縫時，意外落入另一個次元維度的空間。在戰鬥中，布雷薩以自身的招式通過掌心傳遞給雅克力量，並次元裂縫即將完全閉合之前將雅克扔回裂縫，使他成功返回原本的次元。而自己則留在另一個空間，與阿斯加隆一同消滅由赫納拉克遺留的卵所孵化的巴贊加。
吉爾雅克 
原文： / 
於劇場版中登場，外貌與雅克相似，但全身體色為漆黑的黑暗戰士。
柊在一個神秘空間內遭雷柏星人控制，並被強行使用自優馬奪取的ARC昇華器及嵌入基爾雅古方塊進行變身。登場後雖與雅克短暫交戰，但隨後因被優馬變身的雅克所流下的眼淚感動而覺醒，轉而與雅克並肩作戰。最終，在兩人合力打敗雷布迪歐斯後，ARC昇華器自動從其體內退出，基爾雅古方塊亦隨之消散。

## 本作登場的防衛組織

### SKIP
怪獸防災科學調査所（Scientific Kaiju Investigation and Prevention center，簡稱『SKIP』）是一家專門研究和解決與怪獸相關問題的國家發展研究機構。是旨在預防日本發生的怪獸災害並擴大其影響，進行科學調查和緊急疏散引導等活動的機構。
該組織的職責非常廣泛，包括現場調查疑似怪獸目擊事件、評估怪獸造成的損害和污染，以及處理災後恢復工作。與GDF相比則更注重在科學調查和預防措施。這包括對怪獸行為進行詳細研究、分析環境影響以及制定減輕潛在威脅的策略。SKIP也經常與警察和消防部門密切合作，以確保全面管理怪獸相關事件。也經常與當地社區合作，提供撤離指導和公共安全教育，確保居民在發生怪獸緊急情況時做好充分準備。由於星元市是殘留著怪獸莫諾格羅斯的角的地方，並且在此設立了星元市分所，以進行相關調查。
- 在籌備階段，由於選擇主角並非防衛隊成員的設定，因此參考《怪奇大作战》中與SRI性質類似，透過科學的力量尋找預防怪獸災難和擊退怪獸線索的組織。雖然防衛隊存在，但主角仍屬於不同的組織，SKIP因而定位為協助防衛隊的研究機構。

#### 星元市分所
星元市分所是SKIP位於日本星元市的支部，該機構主要在並主要在星元市範圍進行活動，辦公室設於星元市內的雜居大樓「新星元大樓」的三樓，地區居民可以通過「SKIP怪獸熱線」進行通報，電話號碼是0783-7474（煩惱-無無）。

### GDF
地球防衛軍（Global Defense Force、GDF）是一個國際軍事組織。旨在對抗16年前甦醒在世界各地的怪獸的全球性攻擊活動。其中日本分部擁有坦克車、戰鬥機等機械化裝備。當怪獸出現時，他們會迅速做出反應並部署。此外，雖然與SKIP合作解決事件，但這些組織仍然是獨立的實體。
儘管有關怪獸的詳細資訊在所有研究機構之間廣泛共享，但GDF對與太空相關的事務，特別是太空怪獸執行嚴格的資訊控制措施。此類數據的保密等級極高，完整資訊不會向公眾透露。

### 武器・裝備

#### SKIP
制服
標示SKIP成員身份的制服包括由特殊纖維製成的外套，該衣物具有耐熱、防水、防彈、防毒等多重防護功能，確保成員在各種危險環境中得到充分保護。成員佩戴的帽子嘖具備與防災頭盔相同的抗衝擊能力，有效保護成員的頭部。成員在執行任務時使用背包，用於攜帶個人物品以及執行任務所需的各種工具和設備。
Sonitter（ソニッター）
專為對策怪獸設計的小型超音波威懾裝置。它可以發出閃光和超音波進行恐嚇，目的是驅趕怪獸並控制怪獸的行為。
小型發射器（小型ットランチャー）
用來捕捉小型怪獸的裝置。
怪獸探測器（怪獸探知機）
能夠偵測並辨識附近怪獸活動的設備。
SKIP專屬車
移動到怪獸出現的地點時使用的交通工具，它還經過專門調整，可以在災難發生時用作緊急車輛。

#### GDF
Elemagun
GDF獨有的電磁反怪獸槍，主要用於對抗和壓制怪獸威脅。
GDF MBT（GDF戰鬥車輛）
第1話中登場，在10式坦克的基礎上改裝而成，配備了類似軌道的砲塔和側裙。
GDF MRF（GDF戰鬥機）
第1話中登場。

## 本作登場怪獸、宇宙生物/戰士/寄生生物
對於《超人力霸王布雷薩》登場的怪獸，詳自超人力霸王布雷薩登場怪獸列表。
- 宇宙獸 莫諾格羅斯（Monogelos）

16年前4月1日發生的怪獸同時多發事件「K-DAY」中，於日本列島出現的七隻怪獸中的禍首。同時也是唯一的宇宙怪獸，它在與路堤昂交戰時，透過在獅子尾山上空上方出現的蟲洞現身。在這次事件中，它襲擊正在露營的優馬及其父母，並導致優馬的父母死亡。之後它被路堤昂擊敗，其角「單角」至今仍被遺留在獅子尾山。由於它在抵達地球後立即被路堤昂擊敗且沒有留下記錄，大眾普遍認為它是因為氧氣濃度急劇變化而自我毀滅。
它的頭部設有發光體，並且肩膀有能發射能量彈的器官。其角的形狀類似甲蟲，其動作則採以前傾姿勢進行行動。
身高：59公尺
體重：2萬1千噸
登場話數：1-3
- 鎧甲殼獸 夏貢（Shagong）

一種肉食性生物，體型粗壯的怪獸，外觀類似直立行走的烏龜。其特徵包括肩膀上排列的藍色發光體以及覆蓋在背部和頭部周圍的紅色貝殼狀覆蓋物。此外，它還能夠長時間伸展頸部。具有多種攻擊方式。它可以從背部釋放出無數月牙形的甲斬，輕鬆攻擊空中的敵人。儘管體型龐大，但它擁有相當靈活的能力，能夠伸展頸部並從口中噴出强酸泡沫。它還能通過臉部兩側甲殼上的發光體發出閃光和電擊。
這種怪獸是一種極其兇猛的生物，主要生活在地下。當它偶爾來到地表時，會展現出攻擊和傷害人類及牲畜的行為，成為一種具有威脅性的肉食性害蟲。
身高：5-54公尺
體重：3萬-4萬7千噸
登場話數：1、6
- 宇宙寄生生物 烏斯（Oo-ze）

一種宇宙寄生生物，寄生於宇宙怪獸並飛到地球，不斷更換宿主以攝取營養源碳酸鈣。它的外表類似海洋生物，而下半部則有像怪物手腕一樣險惡的形狀。根GDF上顯示的數據，在過去共有四個國家（美國、德國、智利和中國）確認了個體的存在。然而，由於GDF對太空相關項目資訊的嚴格控制，烏斯的存在沒有被透露給其他公共研究機構。
在日本，烏斯於星元市獅子尾山的「單角」角處於休眠狀態長達16年，並在復活後寄生於鎧甲殼獸沙貢身上。母體只要不斷攝取碳酸鈣就能無性分裂，產生無數的增殖體，當母體死亡時，其他分體也會死亡。
身高：30公分～30公尺
體重：2kg～20噸
登場話數：1
- 古代怪獸 里奧德（Leodo）

一種在1200年前生活在沼澤、被稱為「里污土」傳說中的怪獸，作為一種一種雙足怪獸，有著造型獨特的頭部，像象一樣的長長的鼻子，以及從頭部左右兩側向前延伸出的管狀器官。
此外，它的額頭還長出一根色彩繽紛的紅藍白彎角，從頭頂到後腦勺，還有無數黃色到橙色漸變的尖刺，看起來就像是頭髮。背部有著像象牙一樣的長而彎曲的尖刺。從頭部兩側伸出的管子中吐出可燃性黑泥，如果直接擊中，它的熱量足以融化重型機械。
當時，據說田裡的農作物都因這種黑泥而枯死，造成嚴重打擊，引發飢荒。牠被迫喝下村民們製作「由88種藥草製成的藥丸」而就此封印在森林裡，其存在也作為民間故事流傳給後人。 直到當代在為怪獸災難受害者建造公寓的計劃地點中重新解開了封印。
身高：60公尺
體重：4萬2千噸
登場話數：2
- 宇宙獸 迪格羅斯（Digelos）

與莫諾格羅斯長相相似的宇宙怪獸，同時也是超人力霸王雅克的首個對手。從後續的描述和視覺表現來看，它與莫諾格羅斯之間似乎存在著共鳴般的聯繫，揭示了它們是相當接近的種族。在「K-DAY」事件發生整整16年後的2024年4月1日，它從星元市上空的蟲洞中飛來，對城市造成廣泛破壞。
該怪獸的整體形態接近黑色細長的人形軀體，但與莫諾格羅斯前傾的姿勢不同，它採用挺直的直立姿勢，下顎向上仰。它的頭部中央有黃色發光體，肩膀上有珊瑚狀的突起，手臂末端像刀片。它能發射光線和火焰彈肆虐城市，同時也擁有防禦技術，可以形成屏障抵禦敵人的攻擊。
身高：56公尺
體重：2萬2千噸
登場話數：3
- 電鼠怪獸 尼茲朵隆（Nezutron）

一種新品種的老鼠變異後的怪獸。這種新種鼠類最初在大學實驗室中被發現，體內攜帶一種特定的細菌，以電力作為活動源。這些細菌被稱為「電菌」，主要在無法接觸到陽光的環境中繁衍，如深海或地下。由於電菌可能在未來的宇宙時代中作為食物的電力來源而被重視。然而，實驗室中捕獲的個體在接受電力實驗時立即變得兇暴，並迅速死亡。
不知何時，同樣的鼠類已在星元市定居。它們口部有發達的前齒，頸部覆有短毛，在關節處生有體毛，肘部末端則長有類似鼠類的細長四肢。經過變異後進一步被「戴莫德金剛石」發電機的電流感電，細胞層面融合成了巨大的電鼠怪獸。在戴莫德的影響下，這種怪獸能夠從全身釋放電擊，並用其突出的巨大頭部進行撞擊。
身高：2-50公尺
體重：50公斤-2萬噸
登場話數：4
- 巨鯨水獸 利維吉拉（Livyjira）

一種外觀結合了鯨與深海魚類特徵的水生怪獸，呈現二頭身型態。其頭部類似鎚頭鯊，兩側突出物的尖端上長有眼睛，頭部上附有多個發光體。腹部佈滿了疤痕和帶狀的紋路。該怪獸能夠透過其佈滿銳利獠牙的大嘴將對手拖入水下。
這種怪獸被認為在古代中新世中期，即約1200萬年前棲息在現今的大光峠一帶，當時該區域是海洋。其名稱源自於一種與抹香鯨相關的古鯨類－利維坦鯨屬，該物種存在於中新世。利維吉拉不僅能夠在水中游泳，還能利用其銳利的牙齒挖掘土壤，開闢地下水脈，並在山口儲存水分。此外，它還透過體內的噴出口排放大量氯化鈉，將淡水轉化為過度鹽化的海水，創造出適合其棲息的環境。
身高：56公尺
體重：5萬6千噸
登場話數：5
- 地底灼熱怪獸 霍姆加（Homugar）

一種四足怪獸，全身擁有如老虎般的黑色條紋，背上至尾部佈滿了多根鋒利的尖刺。全身散發出強烈的熱浪，並用嘴巴周圍的獠牙具有吸收能量的能力。該生物具有擁有罕見的生態，那就是透過在分娩時用爆炸的能量來孵育未出生的孩子，然而據說爆炸的威力足以摧毀至少整個城市。
根據過去的傳說，每當月圓之夜，霍姆加將伴隨火山爆發出現，據說在霍姆加出現的同時，也會有精靈出現。而精靈則希望人類與霍姆加共存。
身高：58公尺
體重：4萬8千噸
登場話數：7
- 虛擬怪獸 數位卡尼貢（Internet Kanegon）

配音員：折笠富美子（日本）、廖珮伶（臺灣）
卡拉貢的亞種，一種無實體的「數位怪獸」，具備吞噬電子貨幣的能力。這隻怪獸的真實身分，是由星元市電子貨幣「星元PAY」的CEO銅金香奈緒為宣傳目的所創造的自主型人工智能。該AI透過應用程式內的社交網路發布直播影片，並擁有一個可以分析人類欲望的程序（其中「金錢」是其最主要的學習數據）。透過視訊分發向觀眾展示他們想看到的內容，並忠實地迎合他們的期望。由於其幽默的外表和帶點麻煩的特質，這隻卡拉貢迅速成為了頂級主播，並在星元市內人氣飆升。
由於仍在開發階段，卡拉貢實際上並不理解金錢的使用方式，這導致他因此囤積了所有的數位貨幣，並處於無法從外部控制的暴走狀態。這種情況導致星元市物價上漲和物資短缺。
身高：無法測量
體重：無法測量
登場話數：8
- 透明怪獸 內隆剛（Zadime）

一種平時隱形行動，但當從角吸收電力後會顯現身形的透明怪獸。它可以從角釋放電擊。此次被SKIP偵測到的內隆剛，被You機器人引誘至鐵塔附近作為誘餌，並吸收鐵塔的電力後顯現出來。
身高：45公尺
體重：4萬噸
登場話數：9
- 地底怪獸 巴格斯（Pagos）

一種從口中吐出分子結構破壞光線的地底怪獸。當巴格斯在地底發射分子結構破壞光線時，天空中會出現如金色彩虹般的發光現象，這也是巴格斯出現的徵兆。內隆剛追蹤內隆剛來到地面，並對其發射分子結構破壞光線。
身高：30公尺
體重：2萬噸
登場話數：9
- 噪音怪獸 諾伊茨拉（Noiseler）

來自宇宙並以聲音為食的怪獸，喜歡噪音、聲波、無線電波等振動能量，並吃掉周圍產生的噪音來使其安靜。他可能會對某些頻率表現出厭惡，並且不喜歡雅克的彩色計時器聲音。
身高：60公尺
體重：4萬噸
登場話數：10
- 機械巨像 基瓦斯（Givas）

出現在星本市的神祕巨型機器人，其右臂為鬥臂，左臂則呈現勺形，背部配有巨大的抓斗，全身由多種重型機械構成。當上半身旋轉180度時會進入「抓斗模式」，背部的抓斗展開至胸前。此外，當頭部發出紅光時，左臂的爪子能發射光束，並模仿攻擊對手的動作。
實際上，基瓦斯是梅古瑪星人宇宙駕駛的載具兵器，然而，梅古瑪星的生存依賴於聖月「穆賈裡」的能量。隨著穆賈裡的消亡，該星球陷入了嚴重的生存危機。為了尋找新的能量來源，梅古瑪星人駕駛基瓦斯展開了漫長的宇宙航行。數個世紀後，由於母星文明已經滅亡，這使他與基瓦斯成為僅存的倖存者。意識到自己終將逝去，梅古瑪星人選擇隱瞞自己的死亡，並為基瓦斯設置了一個長遠的指令——「尋找新的月亮與朋友」，期望基瓦斯在未來找到新的目標與陪伴。
「基瓦斯」這個名字具有多重含義。SKIP團隊最初認為基瓦斯所屬的文明是以月球為中心，並且沒有太陽的概念。基於這一假設，最初翻譯出的結果將「基瓦斯」解釋為「阻礙道路的東西」或「敵人」。然而經過進一步的翻譯分析，最終發現當「月亮」出現時，該詞的真正含義是「朋友」。
身高：70公尺
體重：6萬9千噸
登場話數：11、12、21
- 古代地底獸 古維拉（Guvira）

一種古老的地下巨獸，以鑽狀的角在地下活動，利用角和龐大的身體對地面發動衝鋒攻擊。它也擅長鑽入地下消失，然後重新出現在對手正下方，覆蓋失去平衡摔倒的對手進行攻擊。
身高：50公尺
體重：3萬5千噸
登場話數：11、12
- 宇宙獸 札迪姆（Zadime）

如同海市蜃楼般出現的空間巨獸，亦為蘇儀德控制的雙足怪獸，具有粗糙如岩石的皮膚，左右兩側突出有類似眼睛的器官。胸前有個黃色發光器官。當它拍手時，它會從胸前的發光器官中發射出一種名為「八胞體」的四維超立方體，不僅可以用作進攻性投射物，還可以用作偵察和防禦。同時具有在快速旋轉的同時吸收周圍物體和來襲攻擊的能量、身體透明及撕裂空間等特殊能力。
身高：66公尺
體重：6萬噸
登場話數：14、15
- 石油怪獸 特貢（Takkong）

僅在回憶中登場的怪獸，在16年前的「K-DAY」中，該怪獸襲擊了美國紐約並在當地進行了破壞。
身高：45公尺
體重：2萬3千噸
登場話數：15
- 太空怪獸 艾雷王（Eleking）

僅在回憶中登場的怪獸，在16年前的「K-DAY」中，該怪獸襲擊了中國桂林並在當地進行了破壞。
身高：53公尺
體重：5萬噸
登場話數：15
- 有翼怪獸 強德拉（Chandlar）

僅在回憶中登場的怪獸，在16年前的「K-DAY」中，該怪獸襲擊了義大利比薩並在當地進行了破壞。
身高：36公尺
體重：1萬5千噸
登場話數：15
- 宇宙大怪獸 貝蒙斯坦（Bemstar）

僅在回憶中登場的怪獸，在16年前的「K-DAY」中，該怪獸襲擊了義大利比薩並在當地進行了破壞。
身高：46公尺
體重：6萬1千噸
登場話數：15
- 冥府闇將軍獸 地獄奈落(赫納拉克）（Hellnark）

統治著此世與彼世交界處的「魔界」的存在，從次元裂縫中投放亡靈之卵的冥府暗將軍獸。它可以將身體左右分離以釋放出亡靈獸之卵，並從雙眼發射光線，雖然其弱點被確認是生成幽體怪獸之卵的核心器官，但由於核心受到堅固表皮的保護，攻擊該部位極為困難。在該系列中，他將亡靈獸之卵送往現世，試圖擾亂世界的平衡，並在「雅克」世界的地球上試圖建立屬於自己的怪獸幕府。
身高 67公尺
體重：無法測量
登場話數：18、19
- 古代怪獸 哥美斯(SP)（Gomes（SP））

出現在羅角山的神秘特殊個體（SP），雖然外形與哥美斯幾乎相同，但其異常的特徵顯示出它絕非普通的哥美斯。其中，其體型遠超以往的哥美斯，甚至對強酸溶解液「香茅酸」毫無反應。除此之外，這隻怪獸還具備通過腹部發射反重力射線進行飛行的能力，實際上這隻怪獸的真實身份，是一種能擬態成哥美斯形態的宇宙生命體——「斯貝奇歐」。
身高：40公尺
體重：4萬噸
登場話數：20
- 宇宙生物 斯貝奇歐（Specchio）

哥美斯(SP)的真實身份，一種首次在地球上被確認的宇宙怪獸。它的原始形態是一種小型結晶體，身體主要由矽元素構成，主食是玻璃或矽酸鹽，顯示出它是一種擁有類似玻璃結構的礦物生命體，它能與同類聚合形成集合體，並完全擬態成其他生命體或物體。根據防衛隊過往的記錄，似乎有在矽構成的宇宙怪獸屍體上發現它們聚集的特徵，展現出對無機物的偏好。然而目前對於這種生命體的起源仍充滿爭議，究竟它是某個行星上衍生出的生物，還是宇宙細菌的亞種，仍未有定論。
身高：無法測量
體重：無法測量
登場話數：20
- 夢咲鳥怪獸 德里亞斯（多莉）（Zandrias）

芝葵在追尋傳說中「夢想之鳥」的過程中，透過向一顆神秘的紅球許願下。球體所化身成的一隻小型的夢咲鳥怪獸，葵將它命名為「多莉」。多莉擁有圓潤的紅色眼睛和小巧的翅膀，被葵放入紙箱中飼養，漸漸成為她創作道路上的心靈依靠。隨著時間的推移，多莉逐漸成長，體型變得愈發巨大。儘管葵拼命想隱藏多莉的存在，但最終還是被身邊的人發現了它。
身高：60公分-2.2公尺
體重：5公斤-220公斤
登場話數：21
- 最強合體獸 歐布猛斯王（King of Mons）

最初登場於《超人力霸王蓋亞 超時空之大決戰》內的合成怪獸。在本系列中，在葵的負面情緒與紅球的影響下，多莉最終進化為歐布猛斯王，這隻怪獸不僅擁有壓倒性的力量，還能從口中發射出毀滅性的紅色光線「灼化射線」。它的尾巴蘊藏著驚人的破壞力，背上的翅膀如刀刃般鋒利，全身甚至能釋放強力的電擊，展現出強大的威脅性。
身高：83公尺
體重：8萬2千噸
登場話數：21
- 樂園夢想遺構 柱（Pillar）

白面具的男子所提及的一件巨大深鉢形物體，據說這是曾經存在於地球上的樂園的一部分。然而，只有了解其存在的人才能看見它。這根巨大的柱子似乎具備吸收人類內心不安與痛苦的能力，能夠短暫地為人帶來心靈的解脫，但隨之而來的是一種深不可測的危險與未知力量。
身高：40公尺
體重：8萬4千噸
登場話數：22
- 宇宙獸 特利格羅斯（Trigelos）

頭部有三根角的宇宙獸。它能從頭部發射破壞光線，雙臂則可化為雙刀流的光之劍。完全應對了雅克的攻擊，並壓制了雅克。隨後，它利用半月形的物體——特利格羅斯環，封住雅克的行動，將其固定在磔狀態下。
身高：59公尺
體重：2萬3千噸
登場話數：23
- 夢幻獸 吉爾巴古（Guilebaku）

擁有操縱夢境能力的夢幻獸。其胸部具有如同水晶般的器官——「吉爾巴水晶，」並從展開的翼耳中釋放出多條紅色觸手，這些觸手能發射夢幻光線。受斯伊特的驅使，它試圖在夢境中挑撥離間，讓優馬相信雅克、怪獸及宇宙人們的存在只是由他自己的想像力所產生的幻覺，以此切斷優馬與雅克之間的聯繫。其造型似乎是貘，一種以夢為食的神獸。
身高：44公尺
體重：3萬9千噸
登場話數：24、25
- 暗黑宇宙戰士 斯伊特（Sweed）

斯伊特在不祥的變化中，所變身的巨大外星形態。在失去奧尼克斯後，她宣稱自己將成為「傑茲之門」，並向雅克發起最後的戰鬥。其擁有壓倒性的戰鬥能力，能夠從身上的突起器官中連續發射伊特光彈。
身高：50公尺
體重：2萬9千噸
登場話數：25
- 宇宙寄生生物  嘉奇拉

身高：
體重：
登場話數：劇場版
- 宇宙獸 傑洛格羅斯

身高：53公尺
體重：2萬噸
登場話數：劇場版
- 犬狼怪獸 姆貢

身高：65公尺
體重：6萬5千噸
登場話數：劇場版
- 邪惡怪獸 雷朋迪歐斯

身高：66公尺
體重：6萬6千噸
登場話數：劇場版

## 主要演員名單
主演
- 飛世優馬：戶塚有輝（日语：戸塚有輝）
- 石堂柊：金田昇（日语：金田昇）
- 夏目凛：水谷果穗
- 伴博志：西興一朗（日语：西興一朗）

客演
- 乾明里：田中日奈子（日语：田中日奈子）（1、3、5、7、11、20、25）
- 採訪居民：
  - 金森規郎（1）
  - 窪倉陸（1）
  - 長谷川夏海（1）
- 商店街市民：小財真樹（1）
- 工廠員工：真矢登
- 大田原仁：久保田武人（日语：久保田武人）（2）
- 大田原隼人：楠楓馬（2）
- 杉山：田上浩史（日语：田上ひろし）（2）
- 飛世哲也：萩原聖人（3、25）
- 飛世真澄：根岸季衣（日语：根岸季衣）（3）
- 飛世高子：牧佳子（3、7、25）
- 飛世優馬（童年）：立花利仁（3、7、14、15、25）
- 讀書班老師：原田桃子（日语：原田もも子）、内山琴琳 (3)
- 老人：鈴木芳人 (3)
- 警官：中山智史 (3)
- 行人：安井君枝 (3)
- 讀書班的孩子們：(3)
  - 長谷川楓
  - 石川美澄
  - 港琴梨
  - 橋本杏葉
  - 阿部煌大
  - 長谷川葵
- 和子：四戶景子（日语：しのへけい子）（4）
- 長谷川：高橋麻琴（日语：高橋麻琴）（4）
- 川見重工職員：井手上櫻子 (4)
- 蔬菜店店主：淺野博信 (4)
- 理髮店店主：新井啓介 (4)
- 海鮮店店主：鈴木秀明（日语：鈴木秀明_(俳優)） (4)
- 蕎麥店店主：倉本義信 (4)
- 麵包店店主：八木佳代子 (4)
- 家電店店主：鎌和廣 (4)
- 家電店員工：野尻孝寛（4)
- 牧野信也：三浦浩一（日语：三浦浩一）（5）
- 受訪的女子：平井寛子 (5)
- 受訪的男子：美和優輝 (5)
- 沼田（庫洛克星人）：阿基拉100%（日语：アキラ100%） (6、12)
- 綾香：楊原京子（日语：楊原京子） (6)
- 山南：松本海希（日语：松本海希） (6)
- 中村一郎：今村裕次郎 (SP1、SP2、SP3)
- 杏樹：增井湖湖 (7）
- 市民：中津川恵那 (7)
- 銅金香奈緒：小川涼（日语：小川涼） (8)
- 運動用品店店主：津村憲央 (8)
- 清潔店店主：立岡稔生 (8)
- 室內裝潢店店主：竹中美月 (8)
- 運動用品店的顧客：岸川純平 (8)
- 清潔店顧客：關友愛 (8)
- 室內裝潢店顧客：栗林廣輔 (8)
- 卡尼貢粉絲：大峰壯司 (8)
- 卡尼貢女粉絲：池田侑以 (8)
- 絕望的市民：田中智世 (8)
- 山神悟：池田努（日语：池田努） (9)
- 防衛隊員：忍足洸武 (9)、南雲聖廣 (11)
- 分析班員：福田博之 (9)
- 女高中生1：山本藍 (9)
- 女高中生2：古川あかり (9)
- 山神的女兒（寫真）：內田陽奈子 (9)
- 木崎和雄：佐久間悠（日语：佐久間悠） (10)
- 由美：淺田芭路（日语：浅田芭路） (11)
- 大醬：海怜 (11)
- 對講機住戶：岡田英二 (11)
- 婦人：緒久裕子 (11)
- 公園男童：長谷川愛大 (11)
- 斯伊特：佐藤江梨子（14-15、24-25）
- 丹生谷：鹽塚晃平（日语：しおつかこうへい） (14)
- 醫師：植木亨 (15)
- 看護師：宮崎莉奈 (15)
- 男子：桜居ジョーイ (16)
- 宇宙科學局員：三宅大輝（18）
- 防衛隊員：中村准之（18）
- 伴鶫：三浦理奈（日语：三浦理奈）（20）
- 攝影師：三浦芳之 (20)
- 音訊人員：平木新大 (20)
- 芝葵：辻凪子（日语：辻凪子）（21）
- 砂城社長：大城文章（日语：チャンス大城）（21）
- 設計師：和賀井健人 (21)
- 逃跑的女孩：知念結奈 (21)
- 雜貨店店員：鈴木奈津子（22）

聲演
- 悠比（YouPi）：廣瀨裕也
- 超人力霸王雅克：萩原聖人
- 預告篇旁白：板倉光隆（日语：板倉光隆）
- ChapPi：松尾拓（SP1）
- 數位卡尼貢：折笠富美子（8）
- 菲歐：佐倉綾音（10）
- 翻譯音聲：星祐樹（日语：星祐樹）（11、12）
- 師傅：真木駿一（12）
- 舞妓比（MaikoPi）：藤本沙紀（SP2）
- 斬基爾：唐橋充（日语：唐橋充）（16-17）
- 白色面具的男人：津嘉山正種（日语：津嘉山正種）（22）
- 比奧陸諾：小林親弘（23、24）
- 馬林比（MalimPi）：よなはら伊織（SP3）

戲服演員
- 超人力霸王ARC：岩田榮慶（日语：岩田栄慶）
- 悠比（YouPi）、查比（ChapPi）（SP1）、MaikoPi（SP2）、馬林比（MalimPi）（SP3）：矢崎大貴
- 阿斯加龍（18、19）：大村將弘
- 夏貢 (1、6)、里奧德 (2)、尼茲朵隆 (4)、數位卡尼貢（8）、內隆剛 (9)、諾伊茨拉（10）、古維拉（11、12）、巴贊甲（18、19）、德里亞斯（21）、吉爾巴古（24、25）：新井宏幸（日语：新井宏幸）
- 庫洛克星人 (6)、 基瓦斯（11、12、21）、斬基爾（16、17）、超人力霸王布雷薩（19）、白色面具的男人（22）、斯伊特（星人態）(25)： 岡部曉（日语：岡部暁）
- 莫諾格羅斯 (1、3、14)、迪格羅斯 (3)、地獄奈落（18、19）、特利格羅斯（23）：桑原義樹（日语：桑原義樹）
- 紅王（二代目）(1)、利維吉拉（5）、霍姆加 (7) 、巴格斯（9）、札迪姆（14、15）、莫古瓊(16)、蓋多斯(17)、塔加努拉（17、18）、歐布猛斯王（21）：高橋舜（日语：高橋舜）

## 播放列表
以下時間以當地時間（日本時間）為準
| 日本/中国大陆首播 | 台灣首播 MOMO親子台香港首播 ViuTV | 集數        | 標題漢譯                   | 登場怪獸・宇宙人 | 編劇       | 導演                          |
| ----------------- | --------------------------------- | ----------- | -------------------------- | --- | ---------- | ----------------------------- |
| 2024/06/29        | -                                 | 特別篇      | 超人力霸王ARC 開播前特別篇 | - | -          | -                             |
| 2024/07/06        | 2024/07/072024/07/13              | 1           | 邁向未來的圓弧             | - 鎧甲殼獸 夏貢 - 宇宙寄生生物 烏斯 - 古代怪獸 哥摩拉（回想） - 骷髏怪獸 紅王（回想） - 宇宙獸 莫諾格羅斯（回想）                                         | 繼田淳     | 辻本貴則                      |
| 2024/07/13        | 2024/07/142024/07/20              | 2           | 傳說就在森林中             | - 古代怪獸 里奧德 | 繼田淳     | 辻本貴則                      |
| 2024/07/20        | 2024/07/212024/07/27              | 3           | 解放想像力！               | - 宇宙獸 迪格羅斯 - 宇宙獸 莫諾格羅斯（回想） | 繼田淳     | 辻本貴則                      |
| 2024/07/27        | 2024/07/282024/08/03              | 4           | 怪獸現正追蹤中             | - 電鼠怪獸 尼茲朵隆 | 足木淳一郎 | 武居正能                      |
| 2024/08/03        | 2024/08/042024/08/10              | 5           | 峠之海                     | - 巨鯨水獸 利維吉拉 | 根元歳三   | 武居正能                      |
| 2024/08/10        | 2024/08/112024/08/17              | 6           | 歡迎光臨黎明莊             | - 鎧甲殼獸 夏貢 - 茸狩宇宙人 庫洛克星人 | 繼田淳     | 武居正能                      |
| 2024/08/17        | 2024/08/182024/08/24              | SP1         | 於SKIP富士山市分所         | - | 足木淳一郎 | 秦敏樹                        |
| 2024/08/24        | 2024/08/252024/09/01              | 7           | 滿月的回應                 | - 地底灼熱怪獸 霍姆加 | 勝冶京子   | 越知靖                        |
| 2024/08/31        | 2024/09/012024/09/07              | 8           | 網路．卡尼貢               | - 虛擬怪獸 數位卡尼貢 | 吉上亮     | 越知靖                        |
| 2024/09/07        | 2024/09/082024/09/14              | 9           | 再見了，凜                 | - 地底怪獸 巴格斯 - 透明怪獸 內隆剛 | 根元歲三   | 湯淺弘章 內田直之（特攝導演） |
| 2024/09/14        | 2024/09/152024/09/21              | 10          | 給遠方的你                 | - 噪音怪獸 諾伊茨拉 | 足木淳一郎 | 湯淺弘章 內田直之（特攝導演） |
| 2024/09/21        | 2024/09/222024/09/28              | 11          | 訊息                       | - 機械巨像 基瓦斯 - 古代地底獸 古維拉 | 本田雅也   | 武居正能                      |
| 2024/09/28        | 2024/09/292024/10/05              | 12          | 你就是基瓦斯               | - 機械巨像 基瓦斯 - 古代地底獸 古維拉 | 本田雅也   | 武居正能                      |
| 2024/10/05        | 2024/10/062024/10/12              | 13          | 柊的報告書                 | 第1話至第12話登場的怪獸 | 足木淳一郎 | 鈴木農史                      |
| 2024/10/12        | 2024/10/132024/10/19              | 14          | 過往瞬間                   | - 宇宙獸 札迪姆 - 石油怪 獸特貢（回想）[第14話] - 太空怪獸 艾雷王（回想）[第14話] - 有翼怪獸 強德拉（回想）[第14話] - 宇宙大怪獸 貝蒙斯坦（回想）[第14話] | 繼田淳     | 辻本貴則                      |
| 2024/10/19        | 2024/10/202024/10/26              | 15          | 徬徨的未来                 | - 宇宙獸 札迪姆 - 石油怪 獸特貢（回想）[第14話] - 太空怪獸 艾雷王（回想）[第14話] - 有翼怪獸 強德拉（回想）[第14話] - 宇宙大怪獸 貝蒙斯坦（回想）[第14話] | 繼田淳     | 辻本貴則                      |
| 2024/10/26        | 2024/10/272024/11/02              | SP2         | 於SKIP宮古市分所           | - | 足木淳一郎 | 秦敏樹                        |
| 2024/11/02        | 2024/11/032024/11/09              | 16          | 恐懼之光                   | - 幻視怪獸 莫古瓊（亡靈體）[第16話] - 宇宙武士 斬基爾 - 深海怪獸 蓋德斯（亡靈體）[第17話] - 甲蟲怪獸 塔加努拉（亡靈體）[第17話]                           | 根元歳三   | 越知靖                        |
| 2024/11/09        | 2024/11/102024/11/16              | 17          | 斬鬼流星劍                 | - 幻視怪獸 莫古瓊（亡靈體）[第16話] - 宇宙武士 斬基爾 - 深海怪獸 蓋德斯（亡靈體）[第17話] - 甲蟲怪獸 塔加努拉（亡靈體）[第17話]                           | 中野貴雄   | 越知靖                        |
| 2024/11/16        | 2024/11/172024/11/23              | 18          | 呼叫雅克支援               | - 甲蟲怪獸 塔加努拉（亡靈體）[第18話] - 宇宙甲殼怪獸 巴贊加（亡靈體） - 冥府闇將軍獸 地獄奈落（赫納拉克）                                                 | 足木淳一郎 | 武居正能                      |
| 2024/11/23        | 2024/11/242024/11/30              | 19          | 穿越信念                   | - 甲蟲怪獸 塔加努拉（亡靈體）[第18話] - 宇宙甲殼怪獸 巴贊加（亡靈體） - 冥府闇將軍獸 地獄奈落（赫納拉克）                                                 | 根元歳三   | 武居正能                      |
| 2024/11/30        | 2024/12/012024/12/07              | 20          | 繼承而來之物               | - 古代怪獸 哥美斯（SP） - 宇宙生物 斯貝奇歐 | 三浦有為子 | 秋武裕介 內田直之（特攝導演） |
| 2024/12/07        | 2024/12/082024/12/14              | 21          | 實現夢想之鳥               | - 機械巨像 基瓦斯 - 夢咲鳥怪獸 德里亞斯 - 最強合體獸 歐布猛斯王                                                                                           | 中野貴雄   | 秋武裕介 內田直之（特攝導演） |
| 2024/12/14        | 2024/12/152024/12/21              | 22          | 戴著白色面具的男人         | - 樂園夢想遺構 柱 | 本田雅也   | 越知靖                        |
| 2024/12/21        | 2024/12/222024/12/28              | 23          | 災厄三臨                   | - 宇宙獸 特利格羅斯 | 足木淳一郎 | 越知靖                        |
| 2025/01/04        | 2025/01/052025/01/11              | SP3         | 致星元分公所的各位         | - | 足木淳一郎 | 秦敏樹                        |
| 2025/01/11        | 2025/01/122025/01/18              | 24          | 飛舞而降的夢境             | - 夢幻獸 吉爾巴古 - 暗黑宇宙戰士 斯伊特 (第25話 最終話)                                                                                                   | 繼田淳     | 辻本貴則                      |
| 2025/01/18        | 2025/01/192025/01/25              | 25 (最終話) | 奔跑吧！優馬！             | - 夢幻獸 吉爾巴古 - 暗黑宇宙戰士 斯伊特 (第25話 最終話)                                                                                                   | 繼田淳     | 辻本貴則                      |

## 製作團隊
- 監修：塚越隆行
- 製作統括：永竹正幸
- 製作：隱田雅浩
- 企劃：黑澤桂、大矢陽久、田中快、佐々木新、黑田學
- 首席製作人：北浦嗣巳（日语：北浦嗣巳）
- 製作人：岡本有將、大石淳子（電視東京）、田中渉
- 音樂：林友樹
- 音樂製作：Lantis
- 音樂製作人：手塚祐貴
- 音樂協力：東京電視臺音樂
- IP推進：麻生智義
- 節目宣傳：德田良平
- 策劃經理：飯田將太（東京電視台）
- 企劃協力：關順太朗
- 主導演：辻本貴則（日语：辻本貴則）[17]
- 系列構成、主劇本：繼田淳（日语：継田淳）
- 導演：武居正能（日语：武居正能）、越知靖、湯淺弘章（日语：湯浅弘章）、內田直之、鈴木農史、秋武裕介
- 編劇：足木淳一郎（日语：足木淳一郎）、根元歳三（日语：根元歳三）、勝冶京子、吉上亮、本田雅也、中野貴雄（日语：中野貴雄）、三浦有為子（日语：三浦有為子）
- 攝影：村川聰
- 照明：小笠原篤志
- 美術：稻付正人
- 錄音：星一郎
- 操演：根岸泉
- 劇本監督：國米美子
- 剪輯：矢船陽介（日语：矢船陽介）
- 選角：島田和正
- 副導演：宮崎龍太
- 特攝助理導演：內田直之
- 動作協調：寺井大介
- 視覺效果：渡邊亮太
- VFX協調員：豐直康
- 背景：島倉二千六
- 裝飾：大藤邦康、高畠一朗
- 持道具：IZU
- 服裝：小木田浩次、山谷志穗
- 髮型化妝：梶清惠
- 畫面構圖：中野★陽
- 特攝演員支持：大野真由美
- 設定監修：澀谷浩康（日语：渋谷浩康）
- 角色維護：宮川秀男、花谷充泰
- 主標題Logo設計：竹內純
- 劇中Logo・副標題設計 - 井野元大輔
- YouPi設計：武藤聖馬
- 怪獸設計：坂本敏美、百武朋
- 科學考證：芝原曉彥（日语：芝原曉彥）
- 導演助理：笹原匠、上窪貴一
- 攝影助理：末吉真、安藤升允、菅原浩太朗、小泉利功
- 照明助理：齋藤順、橋口裕介、鳴海侃太
- 照明支援：照屋貴史、北村繪裡衣、今村志帆乃
- 錄音助手：大前亮、豬服滉樹
- 裝飾助手：二橋京也
- 美術助理：高橋一、梶政幸、那須野洋平、植原月美、岩城南海子、宮田達成
- 操演助手：上田健一、秀平良忠、佐藤康平
- 髮型化妝助理：三田地菫
- 音響效果：古谷友二
- 助理製作人：藤澤まどか、角田勇樹
- 超人力霸王雅克製作委員會
- 製作 - 圓谷製作、東京電視台、電通

## 樂曲

### 片頭曲
「 jump'n to the sky 」
- 演唱：Access（音樂組合）（日语：Access_(音楽ユニット)）[18] / 作曲、編曲：淺倉大介 / 作詞：貴水博之（日语：貴水博之）

### 片尾曲
「メラメラ」（1-13話）
- 演唱：ARCANA PROJECT（日语：ARCANA PROJECT） / 作詞、作曲、編曲：佐伯youthK（日语：佐伯ユウスケ）

「ミチカケ」（14-25話）
- 演唱：ARCANA PROJECT（日语：ARCANA PROJECT）/ 作詞、作曲、編曲：佐伯youthK（日语：佐伯ユウスケ）

## 其他相關媒體

### 電影
《超人力霸王雅克 THE MOVIE：超次元大決戰！光與暗的雅克》（日语：ウルトラマンアーク THE MOVIE 超次元大決戦！光と闇のアーク）為《超人力霸王雅克》的劇場版電影。2025年2月21日於日本上映。
製作
根據官方透露，劇場版的時間線是電視本篇第21至22集之間。
劇情大綱
「你有沒有成為勇者的資格――」 自稱「宇宙賢者」的謎之男「薩斯卡爾」告訴飛世優馬，就是這場戰鬥一切的開始。向優馬提出超乎想像的究極試練。
「失敗的話，你就會失去雅克的力量――」作為怪獸防災科學調查所「SKIP」的成員一直守護星元市的和平，與聚集於「SKIP」的同伴們建立起信賴的牽絆，每次面對打倒怪獸當中意義的內心掙扎…正因為獲得了變身成超人力霸王雅克的光，優馬一個人肩負著這些重擔與使命，如今卻被薩斯卡爾玩弄在手掌之中，接連地向優馬襲擊！
狂暴的大怪獸們，野蠻的邪惡外星人，在就連時空也扭曲的超次元之中，黒色的雅克「基爾雅克」終於現身。到底優馬…超人力霸王雅克，能否戰勝這場超乎〈想像力〉的最大試練，把未來守護到底？！
演員
- 飛世優馬：戶塚有輝（日语：戸塚有輝）
- 石堂柊：金田昇（日语：金田昇）
- 夏目凛：水谷果穗
- 伴博志：西興一朗（日语：西興一朗）
- 武川元樹：中山翔貴（日语：中山翔貴）
- 乾明里：田中日奈子（日语：田中日奈子）
- GDF地上部隊隊長：鬼塚俊秀
- GDF地上部隊隊員：大原由暉
- 谷口：相馬繪美
- 木內仁：力丸佳大
- 電視導演：登峯一
- 音訊師：松下大真
- 薩斯卡爾：竹中直人

聲演
- YouPi：廣瀨裕也
- 雷柏星人：水野美紀

戲服演員
- 超人力霸王雅克：岩田榮慶（日语：岩田栄慶）
- 鎧甲殼獸 夏貢
- 邪惡怪獸 雷朋迪歐斯：新井宏幸（日语：新井宏幸）
- 犬狼怪獸 德古魯夫/姆貢：高橋舜（日语：高橋舜）
- 宇宙獸 傑洛格羅斯：桑原義樹（日语：桑原義樹）
- 黑闇戰士 基爾亞克：岡部曉（日语：岡部曉）

### 插曲
「 jump'n to the sky 」
- 演唱：Access（音樂組合）（日语：Access_(音楽ユニット)）[24] / 作曲、編曲：淺倉大介 / 作詞：貴水博之（日语：貴水博之）

劇組團隊
- 監督：辻本貴則
- 監修：塚越隆行
- 編劇：繼田淳
- 主要製作人：北浦嗣巳
- 製作人：岡本有将
- 攝影：村川聰
- 照明：小笠原篤志
- 錄音：星一郎
- 美術：稲付正人
- 操演：根岸 泉
- 編輯：矢船陽介
- 選角：島田和正
- 助監督：宮崎龍太
- 特攝助監督：内田直之
- 製作擔當：星孝行
- 動作指導：寺井大介
- VFX：渡邊亮太
- 角色設計：後藤正行
- 音樂：林友樹
- 製作 - 圓谷製作

## 播放詳情
《雅古》除了同步發行英文配音版外，還計劃在亞洲主要國家和地區（包括中國大陸、香港、臺灣、越南、泰國、印度尼西亚）同步播出當地語言配音版。
日本
- 東京電視台、大阪電視台

播出日期：2024年7月6日
播出時間：每週六 09:00-09:30（日本時間）
中国大陆
- 网络平台
- 爱奇艺、騰訊視頻、优酷、哔哩哔哩

播出日期：2024年7月6日
- 官方Youtube

播出日期：2024年9月
播出時間：星期五 19:00
語言：普通話配音
香港
- ViuTV

播出日期：2024年7月13日
播出時間：星期六 09:30（於2024-25年度NBA賽季期間的實際播放時間仍視乎本台及Now Sports的直播安排而定）*不設中文字幕
- 官方Youtube

播出日期：2025年5月2日
播出時間：星期五 19:00
語言：粤語配音
台灣
- 網絡平台
- 巴哈姆特動畫瘋、LiTV 線上影視、LINE TV、FriDay影音、KKTV、Hami video

播出日期：2024年7月6日
播出時間：星期六 09:00
語言：日語原音
- 官方Youtube

播出日期：2024年7月19日
播出時間：星期日 18:00 （第3集起）
語言：國語配音
- 電視頻道
- momo親子台

播出日期：2024年7月7日-2025年1月19日
播出時間：每週日 17:30-18:00 首播、每週六 15:30-16:00 重播
語言：國語配音
越南
- FPT Play

播出日期：2024年7月
印尼
- RTV

播出日期：2024年7月
泰國
- 7頻道

播出日期：2024年7月
馬來西亞
- Astro Ceria

播出日期：2024年7月

## 外部連結
- 《超人力霸王Arc》圓谷官方網站 （页面存档备份，存于） （日語）
- 《超人力霸王Arc》官方網站 （页面存档备份，存于） （日語）
- 《超人力霸王系列》萬代官網 （页面存档备份，存于） （日語）
- 《超人力霸王系列》官方推特 （页面存档备份，存于） （日語）